# 長沙景岑
長沙景岑（ちょうさ けいしん、788年 - 868年）は、中国の唐代の禅僧。号は招賢。

## 経歴
788年（貞元4年）に生まれ。彼は幼年に出家し、南泉普願に師事した。その後、洞庭湖の長沙山で仏法を発揚して、人に「長沙和尚」と誉められた。868年（咸通9年）に入寂する。

## 偈
示僧偈：
| 「 | 百尺竿頭不動人 雖然得入未為真 百尺竿頭須進歩 十方世界是全身 | 」 |